# Dancing in the Rain
Dancing in the Rain (Танци под дъжда) е песен на испанската певица Рут Лоренцо, с която тя представя страната си на „Евровизия 2014“. На 18 февруари 2014 година „Ростър Мюзик“ издават песента за дигитален даунлоуд в Испания и Великобритания. Написана е от Рут Лоренцо, Джим Ървин и Джулиан Емери.
Изпълнява песента в телевизионната програма „Mira quién va a Eurovisión“ (на български: Виж кой отива на Евровизия) на 22 февруари 2014 година, където е и избрана за представител на страната. Демо версията е представена няколко седмици по-рано. Певицата ще излезе на сцената в датската столица Копенхаген на 10 май 2014 година.
Изкачва се на първа позиция в класацията за сингли на испанския Айтюнс. Достига седма позиция в Класацията на испанските музикални продуценти.